# 衣索比亞-吉布地鐵路
衣索比亞-吉布地鐵路(法語：Chemin de Fer Djibouto-Éthiopien, C.D.E.)是一條連接位處非洲內陸的埃塞俄比亞首都亞的斯亞貝巴和吉布提首都吉布提市的米轨鐵路，為兩國共同持有。鐵路全長783公里，其中吉布提段長100公里，埃塞俄比亚段长683公里。中国铁建于2011至2016年在和线路平行区间建设了一条亚吉铁路。

## 歷史
鐵路原本由法國投資興建，1897年在吉布提端開工，1917年全線完工。至21世紀初期亞的斯阿貝巴至德雷達瓦段處於停駛狀態。
1985年1月13日，於阿瓦什發生脫軌事故，造成428人死亡，據稱有500多人受傷。
2016年亞吉鐵路通車前夕在一星期內僅有兩班車（全車二等車廂）往返德雷達瓦與德威雷、通過吉布提邊界後的線路被封閉，各種列車僅只通到邊境，此後乘客只能在邊境車站德威雷來搭乘巴士來過境。